# Gülsüm Kav
Gülsüm Kav (nascida em 1971, na Turquia) é uma ativista feminista turca, escritora e médica. Ela é uma das fundadoras da organização We Will Stop Femicide Platform, que aumenta a conscientização sobre a violência de gênero na Turquia e faz campanha em nome das famílias das vítimas de feminicídio.

## Biografia
Gülsüm Kav nasceu em 1971. Ela se formou na Faculdade de Medicina da Universidade Anadolu, na cidade de Esquixequir, na Turquia, em 1996, e foi nomeada especialista no Departamento de Deontologia da Faculdade de Medicina da Universidade Cerrahpaşa, de Istambul (Turquia), em 2002. Ela começou sua carreira como especialista em ética médica e continuou como especialista em direitos do paciente da Diretoria Regional de Istambul. Desde 2012, ela trabalha como especialista no Hospital de Treinamento e Pesquisa Şişli Etfal, de Istambul.
Gülsüm Kav também trabalhou na Comissão de Direitos Humanos em Ancara, capital da Turquia, e em vários ambientes médicos, incluindo: o Fórum da Câmara Médica de Istambul, o Fórum Médico, o Comitê de Ginecologia, o Comitê de Ética e a Representação de Istambul do Ramo de Medicina Feminina TTB.

## Ativismo
Gülsüm Kav, uma ativista feminista, é a representante geral da We Will Stop Femicide Platform. Em 2014, foi eleita para o Conselho Executivo do Movimento Junho Unidos. Gülsüm Kav apareceu em vários meios de comunicação discutindo o problema da violência contra as mulheres na Turquia. Ela é uma escritora e colunista, que já foi publicada por organizações como: Yarın Haber; Yeni Yaşam.

## Prêmios
Em 2020, Gülsüm Kav foi incluída na lista anual das 100 mulheres da BBC.